# Скалли, Том
Томас  "Том" Скалли (англ. Tom Scully; род. 14 января 1990 в Инверкаргилле, Новая Зеландия) — новозеландский профессиональный трековый и шоссейный велогонщик, выступающий за команду мирового тура «EF Pro Cycling».

## Достижения

### Шоссе
2012
8-й - Париж — Рубе U23
2013
7-й - Rutland–Melton International CiCLE Classic
10-й - Тур Нормандии — Генеральная классификация
1-й - Пролог
2014
2-й - Rutland–Melton International CiCLE Classic
2015
3-й - Тур Нормандии — Генеральная классификация
2016
1-й - Этап 3 Букль де ля Майен
2-й - Чемпионат Новой Зеландии - Индивидуальная гонка
2017
1-й - Этап 4 Рут-дю-Сюд
10-й - Чемпионат Новой Зеландии - Групповая гонка
2018
3-й - Чемпионат Новой Зеландии - Групповая гонка

### Трек
2014
1-й  Игры Содружества — Гонка по очкам
2-й  Чемпионат мира — Гонка по очкам

## Статистика выступлений

### Гранд-туры
| Гонка           | 2017 | 2018 |
| --------------- | ---- | ---- |
| Джиро д'Италия  | —    | НФ   |
| Тур де Франс    | —    | 129  |
| Вуэльта Испании | 153  | —    |

| —  | Не участвовал  |
| НФ | Не финишировал |